# Грязнов, Николай Григорьевич
Николай Григорьевич Грязнов (7 августа 1929 — 21 ноября 2002) — передовик советской топливной промышленности, машинист машины по уборке фрезерного торфа торфопредприятия «Туголесский Бор» Министерства топливной промышленности РСФСР, Шатурский район, Московская область, Герой Социалистического Труда (1966).

## Биография
Родился 7 августа 1929 года на территории Рязанской области в русской крестьянской семье. После прохождения военной службы в рядах Советской Армии в начале 1950-х годов поступил на работу на торфопредприятие "Туголесский Бор", расположенное в одноимённом посёлке Шатурского района. На протяжении двух десятилетий работал, сначала на торфоуборочном комбайне КПФ-6,4, затем машинистом торфоуборочной машины "МТФ-41" на добыче фрезерного торфа, являвшегося сырьём для Шатурской теплоэлектроцентрали.
Николай Грязнов был постоянно передовиком производства, неоднократно выходил победителем социалистического соревнования в период восьмой пятилетки.
За выдающиеся успехи, достигнутые в выполнении заданий пятилетнего плана, внедрение передовых методов труда и достижение высоких технических и производственных показателей Указом Президиума Верховного Совета СССР от 20 апреля 1971 года Николаю Григорьевичу Грязнову было присвоено звание Героя Социалистического Труда с вручением ордена Ленина и золотой медали «Серп и Молот».
В дальнейшем продолжал трудовую деятельность. Активно участвовал в движении наставников. Позже в связи с преобразованиями продолжил трудовую деятельность в производственном объединении "Шатураторф", отсюда и вышел на заслуженный отдых. С 1989 года персональный пенсионер Всесоюзного значения.
Проживал в посёлке Туголесский Бор Шатурского района Московской области.

## Награды
За трудовые успехи удостоен:
- золотая звезда «Серп и Молот» (20.04.1971),
- орден Ленина (20.04.1971),
- Почётный гражданин Шатурского района (посмертно),
- другие медали.